# Valeri Brúmel
Valeri Nikoláievich Brúmel (Razvedki, Óblast de Amur), Unión Soviética, 14 de abril de 1942 - Moscú, 26 de enero de 2003) fue un atleta soviético especialista en salto de altura que batió seis veces el récord mundial de esta prueba entre 1961 y 1963 y fue campeón olímpico en Tokio 1964.

## Trayectoria
Se dio a conocer en 1960 con solo 18 años, batiendo el 13 de agosto en Moscú, el récord europeo de salto de altura con 2,17 m. Tres semanas después, en los Juegos Olímpicos de Roma, ganó la medalla de plata, por detrás de su compatriota Robert Shavlakadze.
Tras los Juegos, ese mismo año, mejoró por tres veces su propio récord europeo hasta dejarlo en 2,20 m.
A principios de 1961 se consagró como el mejor especialista del mundo, batiendo en Leningrado (actual San Petersburgo), el récord mundial en pista cubierta con 2,25 m, una altura superior a la del récord mundial al aire libre, que era de 2,22 m. 
Ya en el verano batió por tres veces el récord mundial al aire libre, hasta dejarlo también en 2,25 m.
En 1962 se proclamó campeón de Europa en Belgrado, y batió por dos veces el récord mundial, primero con 2,26 m en Palo Alto, y más tarde con 2,27 m en Moscú.
El 21 de julio de 1963 estableció su último récord mundial, con 2,28 m, también en Moscú durante los Campeonatos de la URSS. Este récord no sería superado hasta 1971.
Su victoria más importante fue la medalla de oro en los Juegos Olímpicos de Tokio 1964, donde ganó con 2,18 m un nuevo récord olímpico. La plata y el bronce fueron para los estadounidenses John Thomas y John Rambo, respectivamente.
Continuó dominando la prueba en 1965, donde no perdió ninguna competición, hasta que sufrió un brutal accidente de motocicleta que le produjo graves lesiones, destrozándole prácticamente una pierna. Tras el accidente tuvo que someterse a numerosas operaciones quirúrgicas, pero nunca volvió a recuperar su nivel competitivo anterior, pese a que lo siguió intentando durante años. Por ejemplo, en 1970 saltó 2,06 m.
Está considerado como el mejor saltador de altura de la historia antes de la aparición del estilo Fosbury Flop en 1968. Brúmel saltaba utilizando el estilo Rodillo ventral, y pese a todo su récord se mantuvo vigente hasta 1971. El propio Dick Fosbury no logró batir el récord de Brúmel.
Falleció el 26 de enero de 2003, a los 60 años de edad, en un hospital de Moscú, víctima de una grave enfermedad. Está enterrado en el cementerio Novodévichi, el más famoso de la capital rusa, reservado a destacadas personalidades.

## Resultados
- Juegos Olímpicos de Roma 1960 - 2º (2'16)
- Europeos de Belgrado 1962 - 1º (2'21)
- Juegos Olímpicos de Tokio 1964 - 1º (2'18)

## Récords del mundo
Al aire libre:
- 2'23 - Moscú (18 jun, 1961)
- 2'24 - Moscú (16 jul, 1961)
- 2'25 - Sofía (31 ago, 1961)
- 2'26 - Palo Alto (22 jul, 1962)
- 2'27 - Moscú (29 sep, 1962)
- 2'28 - Moscú (21 jul, 1963)

En pista cubierta:
- 2'21 - Leningrado (28 ene, 1961)
- 2'25 - Leningrado (28 ene, 1961)

| Predecesor: Robert Shavlakadze | Campeón Olímpico de salto de altura Tokio 1964                                  | Sucesor: Dick Fosbury |
| Predecesor: John Thomas        | Plusmarquista mundial de salto de altura 18 de junio de 1961-3 de julio de 1971 | Sucesor: Pat Matzdorf |

- Datos: Q319789
- Multimedia: Valeriy Brumel / Q319789